# Сарајевски фестивал пива
Сарајевски фестивал пива (енгл. Sarajevo Beer Festival) пивско-музички је фестивал који се сваке године током пролећа или лета одржава у Сарајеву. Манифестација траје три дана, а први пут је приређена у јуну 2012. године.

## О фестивалу
Прво издање Сарајевског фестивала пива одржано је 8. и 9. јуна 2012. на простору Металца, спортског игралишта Прве гимназије. Програм фестивала тада је испратило више од 10.000 посетилаца, а у понуди је било 14 пивских марки, односно 26 врста пива. Већ наредне године фестивал је пресељен на отворени део стадиона за брзо клизање у оквиру Олимпијског комплекса Зетра, док је трајање продужено на три дана. Те године представљена је 21 пивска марка (укупно 48 врста пива), а број посетилаца је премашио 20.000.
Фестивалски програм је подељен на дневни и вечерњи. Дневни садржаји укључују надметања у испијању пива и разним спортским играма, док су вечерњи сати резервисани за музичке наступе. Улаз је бесплатан до касних поподневних часова, а потом се наплаћује.

## Досадашња издања фестивала
| Година     | Датум                                               | Локација                                                          | Извођачи                                            | Цена карата (комплет)                               | Изв.                 |
| ---------- | --------------------------------------------------- | ----------------------------------------------------------------- | --------------------------------------------------- | --------------------------------------------------- | -------------------- |
| 2012. (1)  | 8. јун                                              | спортско игралиште Металац                                        | · Партибрејкерс                                     | 15 КМ                                               | [ 3 ] [ 4 ]          |
| 2012. (1)  | 9. јун                                              | спортско игралиште Металац                                        | Рамбо Амадеус · Зостер                              | 15 КМ                                               | [ 3 ] [ 4 ]          |
|            |                                                     |                                                                   |                                                     |                                                     |                      |
| 2013. (2)  | 14. јун                                             | Олимпијски комплекс Зетра (отворени део стадиона за брзо клизање) | Хладно пиво · С.А.Р.С.                              | 15 КМ                                               | [ 5 ]                |
| 2013. (2)  | 15. јун                                             | Олимпијски комплекс Зетра (отворени део стадиона за брзо клизање) | Кирил Џајковски · Скроз                             | 15 КМ                                               | [ 5 ]                |
| 2013. (2)  | 16. јун                                             | Олимпијски комплекс Зетра (отворени део стадиона за брзо клизање) | Двадесеторица · Урбан&4                             | 15 КМ                                               | [ 5 ]                |
|            |                                                     |                                                                   |                                                     |                                                     |                      |
| 2014. (3)  | 30. мај                                             | Олимпијски комплекс Зетра (отворени део стадиона за брзо клизање) | · Лет 3 · Бомбај штампа                             | 15 КМ                                               | [ 6 ]                |
| 2014. (3)  | 31. мај                                             | Олимпијски комплекс Зетра (отворени део стадиона за брзо клизање) | Лету штуке ·                                        | 15 КМ                                               | [ 6 ]                |
| 2014. (3)  | 1. јун                                              | Олимпијски комплекс Зетра (отворени део стадиона за брзо клизање) | Мајке · Магнифико                                   | 15 КМ                                               | [ 6 ]                |
|            |                                                     |                                                                   |                                                     |                                                     |                      |
| 2015. (4)  | 29. мај                                             | Олимпијски комплекс Зетра (паркинг)                               | · Црвена јабука · Партибрејкерс                     | 20 КМ                                               | [ 7 ] [ 8 ]          |
| 2015. (4)  | 30. мај                                             | Олимпијски комплекс Зетра (паркинг)                               | · Дјечаци · Бајага и инструктори                    | 20 КМ                                               | [ 7 ] [ 8 ]          |
| 2015. (4)  | 31. мај                                             | Олимпијски комплекс Зетра (паркинг)                               | Тања Јовићевић ·                                    | 20 КМ                                               | [ 7 ] [ 8 ]          |
|            |                                                     |                                                                   |                                                     |                                                     |                      |
| 2016. (5)  | 14. јул                                             | Олимпијски комплекс Зетра (паркинг)                               | Болеро · Прљаво казалиште · Зостер                  | 20 KM                                               | [ 9 ]                |
| 2016. (5)  | 15. јул                                             | Олимпијски комплекс Зетра (паркинг)                               | · Електрични оргазам · С.А.Р.С.                     | 20 KM                                               | [ 9 ]                |
| 2016. (5)  | 16. јул                                             | Олимпијски комплекс Зетра (паркинг)                               | Сасја · Психомодо поп ·                             | 20 KM                                               | [ 9 ]                |
|            |                                                     |                                                                   |                                                     |                                                     |                      |
| 2017. (6)  | 20. јул                                             | Олимпијски комплекс Зетра (паркинг)                               | Лет 3 · Дејан Петровић биг бенд                     | 25 KM                                               | [ 10 ]               |
| 2017. (6)  | 21. јул                                             | Олимпијски комплекс Зетра (паркинг)                               | Едо Маајка · Мајке ·                                | 25 KM                                               | [ 10 ]               |
| 2017. (6)  | 22. јул                                             | Олимпијски комплекс Зетра (паркинг)                               | Хелем нејсе · · Кирил Џајковски                     | 25 KM                                               | [ 10 ]               |
|            |                                                     |                                                                   |                                                     |                                                     |                      |
| 2018. (7)  | 21. јун                                             | Олимпијски комплекс Зетра (паркинг)                               | Бомбај штампа · Лету штуке ·                        | 25 KM                                               | [ 11 ]               |
| 2018. (7)  | 22. јун                                             | Олимпијски комплекс Зетра (паркинг)                               | Црвена јабука · Елементал · (ди-џеј сет)            | 25 KM                                               | [ 11 ]               |
| 2018. (7)  | 23. јун                                             | Олимпијски комплекс Зетра (паркинг)                               | Обојени програм · Хладно пиво ·                     | 25 KM                                               | [ 11 ]               |
|            |                                                     |                                                                   |                                                     |                                                     |                      |
| 2019. (8)  | 13. јун                                             | Олимпијски комплекс Зетра (паркинг)                               | Панк Флојд · Војко В · Магнифико · Бркови           | 25 KM                                               | [ 12 ]               |
| 2019. (8)  | 14. јун                                             | Олимпијски комплекс Зетра (паркинг)                               | · Френки, Контра, Индиго · Којоти · Рамбо Амадеус   | 25 KM                                               | [ 12 ]               |
| 2019. (8)  | 15. јун                                             | Олимпијски комплекс Зетра (паркинг)                               | · Харис Џиновић                                     | 25 KM                                               | [ 12 ]               |
|            |                                                     |                                                                   |                                                     |                                                     |                      |
| 2020—2022. | Фестивал се није одржавао због пандемије ковида 19. | Фестивал се није одржавао због пандемије ковида 19.               | Фестивал се није одржавао због пандемије ковида 19. | Фестивал се није одржавао због пандемије ковида 19. | [ 13 ] [ 14 ]        |
|            |                                                     |                                                                   |                                                     |                                                     |                      |
| 2023. (9)  | 15. септембар                                       | плато Скендерије                                                  | · Мајке · Миле Кекин                                | 20 КМ                                               | [ 14 ] [ 15 ] [ 16 ] |
| 2023. (9)  | 16. септембар                                       | плато Скендерије                                                  | Нинџе из хаустора · · Партибрејкерс · Бркови        | 20 КМ                                               | [ 14 ] [ 15 ] [ 16 ] |
|            |                                                     |                                                                   |                                                     |                                                     |                      |
| 2024. (10) | 20. септембар                                       | спортско игралиште Металац                                        | Скроз · Артан Лили · Мортал комбат                  | 40 КМ                                               | [ 17 ] [ 18 ] [ 19 ] |
| 2024. (10) | 21. септембар                                       | спортско игралиште Металац                                        | Сасја · Лет 3                                       | 40 КМ                                               | [ 17 ] [ 18 ] [ 19 ] |

## Насловни спонзори фестивала
- 2016: Конзум
- 2017—2019: Халоо